# Dargaville
Dargaville är en stad i Northland på Nordön i Nya Zeeland. Den ligger cirka 45 kilometer sydväst om Whangarei. Staden är döpt efter timmerköpmannen Joseph McMullen Dargaville (1837-1896). Staden grundades under 1800-talet då handeln med kauriträdet var stor och var då under en kort period Nya Zeelands största stad. Idag har staden en mer blygsam befolkning på cirka 4 500 invånare. En stor del av befolkningen härstammar från Dalmatien, en del av nuvarande Kroatien.
Dargaville är inkörsporten till Waipouaskogen, numer en skyddad nationalpark och hem för några av de absolut största Kauriträden; Tane Mahuta ("Skogens herre" på maori) är störst och "hövding" bland dessa Kauriträd.